# Segringen

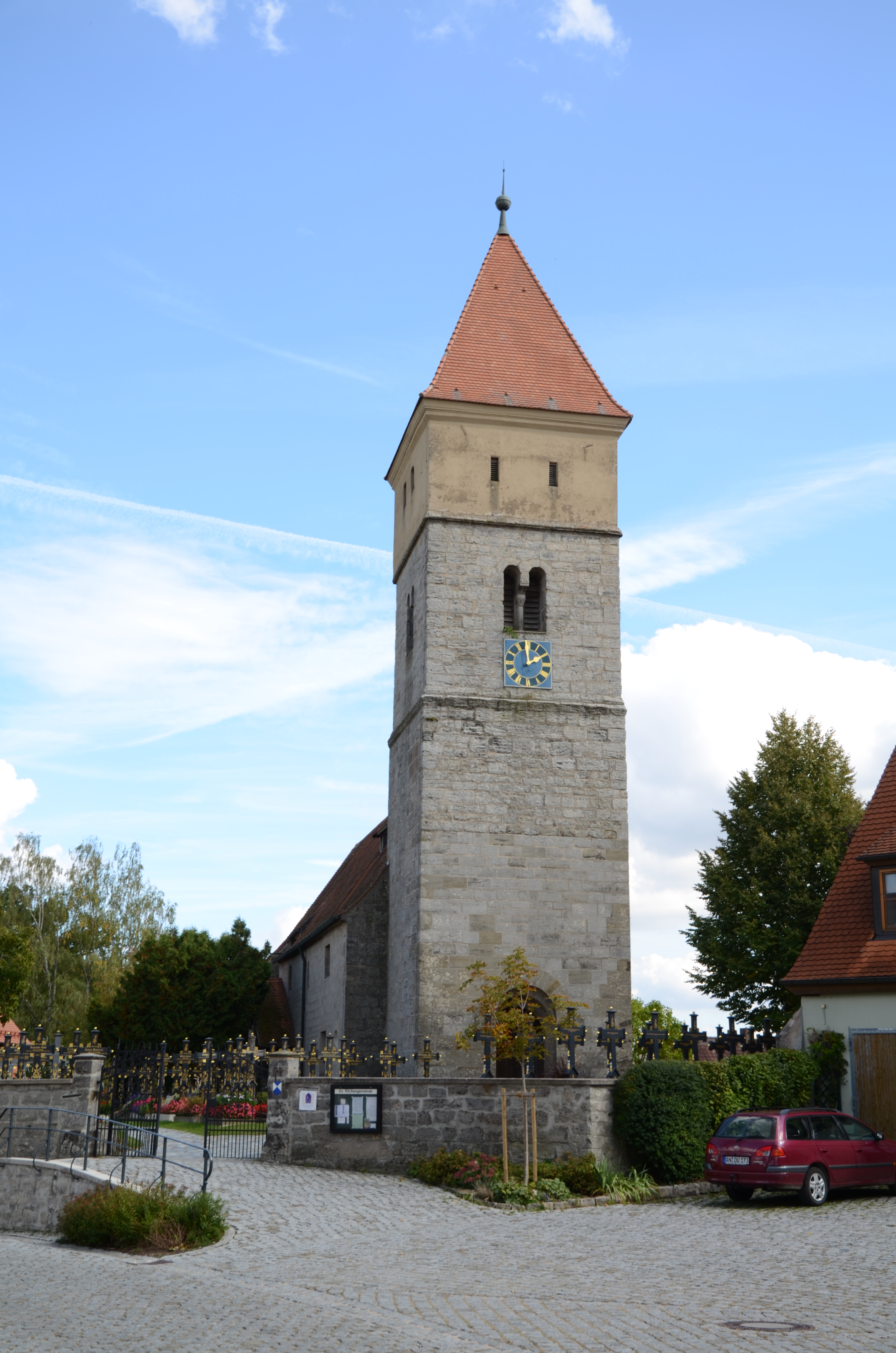
Segringer St.-Vinzenz-Kirche

Segringen (bis 1875 Seegringen) ist ein Gemeindeteil der Großen Kreisstadt Dinkelsbühl im Landkreis Ansbach (Mittelfranken, Bayern). Die Gemarkung Segringen hat eine Fläche von 3,434 km². Sie ist in 554 Flurstücke aufgeteilt, die eine durchschnittliche Fläche von 6198,41 m² haben. In ihr liegen neben dem namensgebenden Ort die Gemeindeteile Hausertshof, Rain, Scheckenmühle.

## Geografie
Das Pfarrdorf Segringen bildet mit dem nordöstlich gelegenen Weiler Rain eine geschlossene Siedlung, die auf einem schmalen Ausläufer der Frankenhöhe liegt. Beim ehemaligen Schulhaus steht eine Linde, die als Naturdenkmal ausgezeichnet ist. Südlich des Ortes fließt der Kuhweihergraben, der den Schleif- und die Scheckenweiher speist. Der Ort ist ansonsten von Acker- und Grünland umgeben. Im Westen wird die Flur Lach genannt, im Nordosten Zollfeld. Gemeindeverbindungsstraßen führen nach Unterwinstetten (1,2 km südlich), nach Rain zur Staatsstraße 2220 (0,6 km nordöstlich) und direkt zur St 2220 (0,7 km westlich), die in westlicher Richtung nach Wolfertsbronn verläuft.

## Geschichte
Der Name „Segringen“ geht vermutlich auf einen Segro zurück und weist damit auf einen alamannischen Ursprung hin.
Die Fraisch über Segringen war strittig zwischen dem oettingen-spielbergischen Oberamt Mönchsroth und der Reichsstadt Dinkelsbühl. Die Dorf- und Gemeindeherrschaft sowie die Grundherrschaft über alle Anwesen hatte das Oberamt Mönchsroth. Gegen Ende des 18. Jahrhunderts bestand der Ort aus 34 Anwesen (1 Wirtschaft mit Brau- und Branntweinrecht, 1 Hofgut, 2 halbe Hofgüter, 3 Viertelhofgüter, 3 Achtelhofgüter, 1 Lehengut, 2 Lehengütlein, 6 Söldengüter, 2 Lehenhäuser, 1 Söldenhaus, 6 Häuser, 4 Halbhäuser; 2 Lehengüter unterstanden der Kirche Segringen mittelbar). Außerdem gab es ein Jägerhaus, eine Kirche, ein Pfarrhaus, ein Schulhaus und ein Gemeindehirtenhaus.
1806 kam Segringen an das Königreich Bayern. Mit dem Gemeindeedikt wurde 1809 der Steuerdistrikt Segringen gebildet. Zu diesem gehörten Beutenmühle, Hardhof, Hardmühle, Hausertsmühle, Hohenschwärz, Holzapfelshof, Knorrenmühle, Langensteinbach, Oberhard, Obermeißling, Oberwinstetten, Rain, Scheckenmühle, Seidelsdorf, Untermeißling, Unterwinstetten und Wolfertsbronn. Zugleich entstand die Ruralgemeinde Segringen, zu der nur die Scheckenmühle gehörte. Sie war in Verwaltung und Gerichtsbarkeit dem Landgericht Dinkelsbühl zugeordnet und in der Finanzverwaltung dem Rentamt Dinkelsbühl. 1819 erfolgte der Wechsel zum Herrschaftsgericht Mönchsroth, wo es bis zu dessen Auflösung verblieb, und 1838 der Wechsel zum Rentamt Oettingen. Ab 1850 gehörte Segringen wieder zum Landgericht und Rentamt Dinkelsbühl (1919 in Finanzamt Dinkelsbühl umbenannt, seit 1973 Finanzamt Ansbach). Die Verwaltung übernahm 1862 das neu geschaffene Bezirksamt Dinkelsbühl (1939 in Landkreis Dinkelsbühl umbenannt). Die Gerichtsbarkeit blieb beim Landgericht Dinkelsbühl (1879 in das Amtsgericht Dinkelsbühl umbenannt, das seit 1973 eine Zweigstelle des Amtsgerichtes Ansbach ist). Rain wurde erst nach 1950 von Seidelsdorf nach Segringen umgemeindet. Die Gemeinde Segringen hatte 1952 eine Gebietsfläche von 2,403 km² und 1964 von 3,449 km². Im Zuge der Gebietsreform in Bayern wurde die Gemeinde am 1. April 1971 nach Dinkelsbühl eingegliedert.  Mit der Auflösung des Landkreises Dinkelsbühl im Jahr 1972 kam Segringen an den Landkreis Ansbach.

### Baudenkmäler
- Haus Nr. 1: Evangelisch-lutherische Pfarrkirche St. Vincentinus: romanischer unverputzter Saalbau mit westlich angefügtem Turm, sogenanntes Glockenhaus, um 1200/20, eingezogener gerade schließender Chor mit gotischer Sakristei an der Nordseite, 14. Jahrhundert, 1536 erhöht, Turmkranzgeschoss mit Fachwerk 1726 erneuert; mit Ausstattung; Friedhofsmauer, unverputzte Bruchsteinmauer mit eingelassenen Grabsteinen und ehemaligem Leichenhaus, spätmittelalterlich; Friedhof mit hölzernen schwarz-goldenen Grabkreuzen im einheitlichen Stil des 19. Jahrhunderts[15]
- Haus Nr. 2: evangelisch-lutherisches Pfarrhaus, zweigeschossiger Putzbau mit Satteldach, im Kern von 1663, westliche Erweiterung nach 1825[15]
- Haus Nr. 20: ehemaliger Bauernhof, erdgeschossiges Wohnstallhaus auf sehr hohem Kellergeschoss, Putzbau mit Satteldach, bezeichnet „1685“, Wohnteil zweite Hälfte 19. Jahrhundert erneuert[15]
- Haus Nr. 49: Gasthof und ehemalige Brauerei, zweigeschossiger Satteldachbau mit Fachwerk-Obergeschoss und Aufzugserker mit Walmdach, 18./19. Jahrhundert[15]
- Friedhof mit mittelalterlicher Ummauerung, hölzerne Grabdenkmäler einheitlich schwarzgold im Stil des 19. Jahrhunderts[15]

### Einwohnerentwicklung
Gemeinde Segringen
| Jahr      | 1818   | 1840   | 1852   | 1855   | 1861   | 1867   | 1871   | 1875   | 1880   | 1885   | 1890   | 1895   | 1900   | 1905   | 1910   | 1919   | 1925   | 1933   | 1939   | 1946   | 1950   | 1952   | 1961   | 1970   |
| Einwohner | 178    | 201    | 209    | 201    | 198    | 196    | 194    | 212    | 212    | 202    | 201    | 195    | 193    | 201    | 197    | 197    | 189    | 188    | 183    | 291    | 274    | 238    | 261    | 284    |
| Häuser    | 37     |        |        |        |        |        | 39     |        |        | 50     | 48     |        | 45     |        |        |        | 42     |        |        |        | 42     |        | 56     |        |
| Quelle    | [ 17 ] | [ 18 ] | [ 18 ] | [ 18 ] | [ 19 ] | [ 20 ] | [ 21 ] | [ 22 ] | [ 23 ] | [ 24 ] | [ 25 ] | [ 18 ] | [ 26 ] | [ 18 ] | [ 27 ] | [ 18 ] | [ 28 ] | [ 18 ] | [ 18 ] | [ 18 ] | [ 11 ] | [ 18 ] | [ 12 ] | [ 29 ] |

Ort Segringen
| Jahr      | 001818 | 001861 | 001871 | 001885 | 001900 | 001925 | 001950 | 001961 | 001970 | 001987 |
| Einwohner | 173    | 195    | 190    | 195    | 189    | 184    | 267    | 190    | 220    | 215    |
| Häuser    | 36     |        |        | 49     | 44     | 41     | 41     | 42     |        | 52     |
| Quelle    | [ 17 ] | [ 19 ] | [ 21 ] | [ 24 ] | [ 26 ] | [ 28 ] | [ 11 ] | [ 12 ] | [ 29 ] | [ 1 ]  |

## Religion
Segringen ist eine Dinkelsbühler Urpfarrei. Die heutige evangelische Kirchengemeinde Segringen umfasst die Orte Hausertshof, Holzapfelshof, Langensteinbach, Oberhard, Unterhard, Obermeißling, Untermeißling, Oberwinstetten, Unterwinstetten, Radwang, Rain, Seidelsdorf, Sittlingen und Wolfertsbronn.
Die Katholiken sind nach St. Georg (Dinkelsbühl) gepfarrt.

## Sonstiges
In Segringen spielen drei Kalendergeschichten Johann Peter Hebels: Eine sonderbare Wirthszeche (1805), Der Barbierjunge von Segringen (1809) und Der Staar von Segringen (1811).

## Söhne des Ortes
- Christian Albrecht Döderlein (1714–1789), Theologe
- Gottlob Schüßel (1892–1967), Künstler und Kunsterzieher